# Konventionen om arbetstid i industrin
Konventionen om arbetstid i industrin (ILO:s konvention nr 1 angående arbetstid i industrin, Hours of Work (Industry) Convention) är en konvention som antogs av Internationella arbetsorganisationen (ILO) den 28 november 1919 i Washington DC. Konventionen begränsar den maximala arbetstiden inom industrin till 8 timmar per dag och 48 timmar per vecka. Konventionen består av 22 artiklar.

## Ratificering
Konventionen har ratificerats av 52 länder, varav ett land – Nya Zeeland – har sagt upp den i efterhand.